# Castrul roman de la Sânpaul (Harghita)
Castrul roman de la Sânpaul, județul Harghita, este situat intravilan, la intersecția dumurilor județene Sânpaul-Bădeni și Sânpaul-Rupea, pe malul drept al râului Homorodul Mare.